# Jalalpur Sharif
Jalalpur Sharif és un petit poble al districte de Jhelum al tehsil de Pind Dadan Khan, a la província del Panjab, Pakistan.
La seva importància deriva del fetque ha estat identificada per Cuningham com l'antiga Bucefàlia, fundada per Alexandre el Gran el 326 aC, des d'on va creuar el riu Jhelum. El cavall Bucèfal estaria enterrat al poble. S'han trobat nombroses monedes grecobactrianes. Sota els mogols es deia Girjakh i fou governada pel general Malik Darwesh Khan Janjua que fou qui la va rebatejar Jalalpur en ocasió d'una visita d'Akbar el Gran Encara en aquest temps era un centre comercial important, quatre vegades més gran que el poble tal com existia vers el 1900. La fundació de Pind Dadan Khan i el desviament uns 3 km del riu, van fer entrar la població en decadència.
Les mines de sal de Khewra són les segones del món i es troben a uns 37 km a l'oest de Jalalpur, al poble de Khewra. El poblet de Wagh a la vall de Wagh a uns 10 km al nord de Jalalpur és també notable pel gran nombre de militars destacats que ha donat.